# Uti possidetis
Uti possidetis (lat. „jak vlastníš“, ve smyslu „budoucí hranice budou odpovídat hranicím, které platí nyní“) označuje titul k určení nových státních hranic, pokud vznikají nové státy. Znamená, že se využijí dosavadní administrativní hranice nebo jiné hranice, které byly státem, jež dané území dosud ovládal, respektovány. Uti possidetis se uplatnil při dekolonizaci Afriky a Jižní Ameriky, při kterých se zachovávaly dosavadní hranice kolonií, nebo při rozdělení Jugoslávie, při kterém byly zachovány hranice jednotlivých republik federativního státu.